# Barberton (Ohio)
Pour les articles homonymes, voir Barberton.
Barberton est une ville du comté de Summit, dans l’État de l’Ohio. Lors du recensement de 2010, sa population s’élevait à 26 550 habitants. Sa superficie totale est de 23,98 km2.

## Source
- (en) Cet article est partiellement ou en totalité issu de l’article de Wikipédia en anglais intitulé « Barberton, Ohio » (voir la liste des auteurs).